# Mates Mates
Mates Mates és un grup català de música rock format per cinc integrants originaris de la plana de Vic durant la dècada de 2010. A nivell musical reben influència de la música catalana dels anys 70, el so laietà i de grups com The Jesus and Mary Chain. Han tocat a festivals com el PopArb, entre molts d'altres. El grup està format per Luca Masseroni (veu), Ferran Font (Guitarra), Pau Orri (trombó), Andreu Ribas (baix) i Jordi Erra (bateria),

## Discografia
- 2012 - Vida animal (Famèlic Records)
- 2013 - Vic to Vic  (amb Vic Godard)